# Espressione dei bisogni e individuazione degli obiettivi di sicurezza

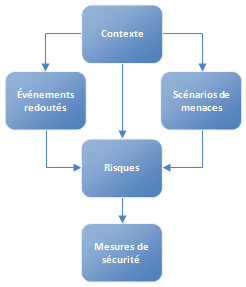
Moduli della metodologia EBIOS

EBIOS significa "Étude des Besoins et Identification des Objectifs de Sécurité" cioè in Italiano "Studio dei Bisogni ed Identificazione degli Obiettivi di Sicurezza".
Il metodo EBIOS è il metodo che serve a gestire i rischi di Sicurezza informatica, sviluppato dall'Agence nationale de la sécurité des systèmes d'information Agenzia nazionale per la sicurezza dei sistemi d'informazione di Francia (ANSSI).
Esso permette:
- di definire il contesto (delimitazione del perimetro ed inquadratura dello studio) ;
- di stimare i rischi (individuazione, stima e confronto) ;
- di pianificare e seguire il trattamento dei rischi (misure e rischi residui).

Esso costituisce inoltre un supporto per la comunicazione e la concertazione relative ai rischi.
Esso fornisce, infine, tutti gli elementi necessari:
- all'accettazione dei rischi (convalida formale, da parte dei responsabili, della maniera con cui i rischi sono stati gestiti e dei rischi residui),
- alla sorveglianza e revisione dei rischi (controllo e miglioramento costanti).

## Posizionamento in rapporto alle norme
Il metodo EBIOS rispetta le esigenze dell'ISO 27001 (norma per un sistema di gestione della sicurezza delle informazioni, SMSI).
Esso può gestire le misure di sicurezza dell'ISO 27002 (catalogo delle pratiche utili).
Esso è compatibile con l'ISO 31000 (quadro generale per tutte le norme settoriali di gestione dei rischi).
È il metodo per mettere in opera il quadro definito nell'ISO 27005 (quadro specifico per gestire i rischi di sicurezza delle informazioni).
Permette di gestire le indicazioni della specifica ISO 15408 (Common Criteria, criteri comuni).

## Storia ed utilizzo
EBIOS viene utilizzato nel settore pubblico (l'insieme dei ministeri e degli organismi sotto tutela), nel settore privato (consulenti, piccole e grandi imprese, operatori di infrastrutture di importanza vitale), in Francia ed all'estero (Unione Europea, Algeria, Belgio, Lussemburgo, Quebec, Tunisia...) e da numerosi organismi utilizzatori o beneficiari di studi sui rischi di Sicurezza informatica.

### Un metodo creato inizialmente per redigere dei FEROS
In origine, EBIOS è stato elaborato per redigere delle schede di espressione razionale degli obiettivi di sicurezza "fiches d'expression rationnelle des objectifs de sécurité" (FEROS). Un FEROS è necessario nei dossier di sicurezza di tutti i sistemi che si occupano di informazioni classificate. Prima non esisteva alcun metodo per redigerla. Un procedimento basato sull'analisi dei rischi è stato, perciò, sviluppato.

### Il suo utilizzo si è esteso anche per altri scopi: gestione, progetti e prodotti
EBIOS è stato perfezionato e, al giorno d'oggi, è utilizzato per numerosi altri usi.
Per la gestione, esso permette di elaborare delle metodologie, delle strategie, delle politiche, delle decisioni e dei piani d'azione.
Esempi: teoria del ministero degli Interni, schema direttivo del ministero delle Infrastrutture, politica SSI dei servizi del Primo Ministro, della direzione delle Gazzette ufficiali (DJO), dei ministeri della Sanità, degli Interni, dell'Istruzione e della Ricerca, decisioni SSI dei ministeri delle Infrastrutture e degli Interni, piani d'azione per il ministero della Difesa, degli Interni, per l'associazione francese di lotta contro la droga (AFLD), cartografia delle reti sensibili dei ministeri, rapporti annuali dei ministeri per il Primo Ministro, certificazione ISO 27001 della Française des jeux...
Nell'ambito dei progetti, permette di realizzare delle note-quadro, dei capitolati d'oneri, dei FEROS, degli obiettivi di sicurezza dei sistemi e delle procedure di gestione.
Esempi: dossier di sicurezza per tutte le omologazioni per il ministero della Difesa e per i sistemi della NATO, sistemazione sotto sorveglianza elettronica (PSE), controllo dei risultati automatizzati (CSA, radar automatici), macchine per votare, sistemi di comunicazione di sicurezza interministeriali, passaporti biometrici, servizi telematici per l'amministrazione, leggi e decreti su Internet, videoconferenze per il ministero della Giustizia, telefonia sicura per le autorità, integrazione della SSI in tutti i nuovi progetti della cassa nazionale per la sicurezza delle malattie (CNAM)...
Per i prodotti di sicurezza, permette di formalizzare dei profili di protezione, dei profili di sicurezza dei prodotti, dei confronti sulle soluzioni e degli studi sulla vulnerabilità.
Esempi: studio di un difetto nel protocollo SSL, protezione della riservatezza negli scambi via posta elettronica, gestione dei certificati a chiave pubblica (PKI)...

### Il suo utilizzo si è esteso a tutti i tipi di organismi
EBIOS è al giorno d'oggi utilizzato da tutto il settore pubblico (ministeri, organismi sotto tutela, altre amministrazioni...), da società private (operatori di infrastrutture vitali, industriali...) e da prestatori privati (società o revisori dei conti nell'SSI).

### Il suo utilizzo si è esteso a tutti i settori di attività
EBIOS viene utilizzato anche in molti altri settori diversi da quello della difesa: sicurezza interna, sanità, finanze, istruzione, ricerca, energia, giustizia, attrezzature, cultura, agricoltura, automobilistico, sociale, informativo...

## Moduli del procedimento
EBIOS è un "fuoristrada" per gestire i rischi: è molto adattabile a contesti differenti. Effettivamente, viene utilizzato por dare risposte concrete e per produrre delle cose utili alla gestione, nel quadro dei progetti e per studiare prodotti. Il procedimento è comune a tutte queste situazioni. Conviene, perciò, utilizzare EBIOS come un'autentica "scatola degli attrezzi", le cui azioni e la cui maniera di usarli dipenderanno dal soggetto studiato, dalle attese e dallo stato del progetto.
Il metodo EBIOS formalizza un processo di gestione dei rischi suddiviso in cinque moduli:
1. Lo studio del contesto: come e perché si vanno a gestire i rischi, e qual è l'oggetto dello studio?
2. Lo studio degli eventi interessanti: quali sono gli eventi temuti dai lavoratori e quali sarebbero i più gravi?
3. Lo studio dello scenario di rischio: quali sono tutti gli scenari possibili e quali i più verosimili?
4. L'analisi dei rischi: qual è la valutazione dei rischi e come si decide di comportarsi?
5. Lo studio delle misure di sicurezza: quali misure si dovrebbero applicare e i rischi residui sono accettabili?

### Modulo 1 - Studio del contesto
Questo modulo ha l'obiettivo di raccogliere gli elementi necessari a gestire i rischi, affinché possano essere messi in opera in buone condizioni, che vengano adattati alla realtà del contesto dello studio e che i suoi risultati siano pertinenti ed utilizzabili da parte dei soggetti interessati.
Permette, in particolare, di formalizzare il quadro di gestione dei rischi nel quale lo studio sta per essere fatto. Permette, al tempo stesso, di identificare, di delimitare e di descrivere il perimetro dello studio, così come le sue problematiche, il suo contesto di utilizzo, i suoi limiti specifici...
Alla fine di questo modulo, il campo di investigazione dello studio è, quindi, chiaramente circoscritto e descritto, così come l'insieme dei parametri da prendere in considerazione negli altri modelli.
Il modulo comprende le seguenti attività: 
- Attività 1.1 – Definire il quadro di gestione dei rischi
- Attività 1.2 – Preparare le attività da svolgersi
- Attività 1.3 – Identificare i soggetti interessati

### Modulo 2 - Studio degli eventi temuti
Questo modulo si propone di identificare sistematicamente scenari generali che vogliamo evitare lungo il perimetro dello studio: gli eventi temuti.
Le riflessioni vengono condotte ad un livello più funzionale che non tecnico (sui beni essenziali e non sui beni - supporto).
Permette, innanzi tutto, di far emergere tutti gli eventi temuti (minacce) identificando e combinando ciascuna delle loro componenti: si stima così il valore di ciò che si desidera proteggere (la sicurezza dei beni essenziali), si mettono in evidenza le fonti di minaccia con cui ci si è confrontati e le conseguenze (impatti) dei sinistri. A questo punto è possibile stimare il livello di ogni evento interessato (la sua gravità e la sua verosimiglianza).
Permette, altresì, di inventariare le eventuali misure di sicurezza esistenti e di stimare il loro effetto stimando di nuovo la gravità degli eventi interessati, una volta che le misure di sicurezza sono state applicate.
Alla fine di questo modulo, gli eventi temuti vengono identificati, esplicitati e posizionati gli uni in rapporto agli altri, in termini di gravità e di verosimiglianza.
Il modulo comprende un'attività:
- Attività 2.1 – Stimare gli eventi temuti

### Modulo 3 - Studio dello scenario dei pericoli
Questo modulo ha l'obiettivo di identificare in maniera sistematica i modi operativi generici che possono portare pregiudizio alla sicurezza delle informazioni del perimetro dello studio: lo scenario dei pericoli. Le stime vengono condotte ad un livello più tecnico che non funzionale (su dei beni - supporto e non più su dei beni essenziali).
Permette, innanzi tutto di far emergere lo scenario dei pericoli identificando e combinando ciascuna delle componenti: si mettono così in evidenza i differenti pericoli che influiscono sul perimetro dello studio, i difetti che possono essere gestiti affinché si realizzino (vulnerabilità dei beni - supporto), e le fonti di pericolo suscettibili di utilizzo. È così possibile stimare il livello di ciascuno scenario di pericolo (la sua verosimiglianza).
Permette, inoltre, di inventariare le eventuali misure di sicurezza esistenti e di stimare il loro effetto stimando di nuovo la verosimiglianza dello scenario di pericolo, una volta applicate le misure di sicurezza.
Alla fine di questo modulo, gli scenari di pericolo vengono identificati, esplicitati e posizionati gli uni in rapporto agli altri in termini di verosimiglianza.
Il modulo comprende un'attività:
- Attività 3.1 – Stimare gli scenari di pericolo

### Modulo 4 - Analisi dei rischi
Questo modulo ha l'obiettivo di mettere in evidenza in maniera sistematica i rischi che possono influire sul perimetro dello studio, e quindi scegliere la maniera di trattarli tenendo conto delle specificità del contesto. Le riflessioni vengono condotte ad un livello più funzionale che tecnico.
Correlando gli eventi interessati con gli scenari dei pericoli suscettibili di generarli, questo modulo permette di identificare i soli scenari realmente pertinenti del perimetro dello studio. Permette inoltre di qualificarli esplicitamente al fine di farne una gerarchia e di scegliere le opzioni di trattamento adeguate.
Alla fine di questo modulo, i rischi sono stimati e valutati, e vengono effettuate le scelte di trattamento.
Il modulo comprende le seguenti attività:
- Attività 4.1 – Stimare i rischi
- Attività 4.2 – Identificare gli obiettivi di sicurezza

### Modulo 5 - Studio delle misure di sicurezza
Questo modulo ha l'obiettivo di determinare i mezzi per trattare i rischi e di seguire la loro messa in opera, coerentemente con il contesto di studio. Le riflessioni sono preferibilmente condotte in maniera congiunta fra i livelli funzionali e tecnici.
Esso permette di trovare un consenso sulle misure di sicurezza destinate a fronteggiare i rischi, conformemente agli obiettivi precedentemente identificati, di dimostrarne l'adeguata copertura, e, infine, di effettuare la pianificazione, la messa in opera e la convalida del trattamento.
Al termine di questo modulo, le misure di sicurezza sono determinate ed i punti chiave convalidati dal punto di vista formale. Il seguito della messa in opera può, allo stesso modo, essere realizzato.
Il modulo comprende le seguenti attività:
- Attività 5.1 – Formalizzare le misure di sicurezza da mettere in opera
- Attività 5.2 – Mettere in opera le misure di sicurezza

## Strumenti

### Le guide pratiche per mettere in opera il metodo
Il metodo EBIOS è pubblicato sotto forma di una guida e con conoscenze di base ricche ed adattabili (tipi di beni, di impatti, di fonti di pericoli, di pericoli, di punti vulnerabili e di misure di sicurezza). 

### Il software libero e gratuito
Il software del metodo EBIOS permette, alle persone che realizzano uno studio, di guadagnare tempo adattando la presentazione degli attrezzi al contenuto ed accompagnandone lo svolgimento del procedimento. Una nuova versione del software è in corso di realizzazione nel quadro del Club EBIOS.

### La formazione
Il centro di formazione dell'ANSSI (CFSSI) e di parecchie società prestano regolarmente formazione, generalmente nell'arco di due giorni, per insegnare ad utilizzare EBIOS. Parecchi organismi e scuole insegnano, altresì, i principi basilari del metodo nell'ambito di corsi di informazioni più brevi. La formazione in linea sulla gestione dei rischi costituisce anche una buona iniziazione nella materia.
L'ANSSI propone la formazione di istruttori al fine di trasferire le conoscenze e di evitare le eventuali derive nella diffusione e nell'utilizzo del metodo.

### Lo studio dei casi illustrativi
Lo studio di alcuni casi viene ugualmente fornito al fine di illustrare l'applicazione del metodo.

### Il Club EBIOS
Il Club EBIOS è un'associazione indipendente senza scopo di lucro (Legge 1901), composta da una sessantina di membri (esperti individuali ed organismi) per un totale di circa 130 persone. Raggruppa una comunità di membri del settore pubblico e del settore privato, francesi e stranieri (Quebec, Belgio, Lussemburgo, Algeria e Marocco).
Organizza riunioni ogni due mesi per favorire gli scambi di esperienze, l'omogeneizzazione delle pratiche e soddisfare le necessità degli utenti. Costituisce, inoltre, uno spazio atto a definire le posizioni ed esercitare un ruolo di influenza nei dibattiti nazionali ed internazionali.
La comunità degli utenti di EBIOS arricchisce regolarmente il sistema di riferimento di gestione dei rischi francese dal 2003, in collaborazione con l'ANSSI (tecniche di messa in opera, conoscenze di base, guide specifiche di utilizzo del metodo, documenti relativi alla comunicazione, alla formazione, alla certificazione, software...).

## Vantaggi e limiti

### Vantaggi
- Un metodo chiaro: definisce chiaramente gli attori, i loro ruoli e le interazioni.
- Un approccio esaustivo: contrariamente agli approcci di analisi dei rischi per catalogo di scenari predefiniti, il procedimento strutturato del metodo EBIOS permette di identificare e di combinare gli elementi costitutivi dei rischi.
- Un processo adattativo: il metodo EBIOS può essere adattato al contesto di ognuno ed adattato ai suoi attrezzi ed abitudini metodologiche grazie a una certa flessibilità.
- Un metodo ottimizzato: la durata di uno studio EBIOS viene ottimizzata, poiché permette di ottenere gli elementi necessari e sufficienti a seconda del risultato ottenuto.

### Limiti
- Il metodo EBIOS non fornisce soluzioni immediate ai problemi di sicurezza; costituisce un supporto alla riflessione.
- Comprende tutti gli strumenti necessari a tutte le riflessioni SSI; bisogna perciò scegliere i suoi attrezzi in funzione dell'obiettivo dello studio e delle attese.